# 板橋 (石神井川)

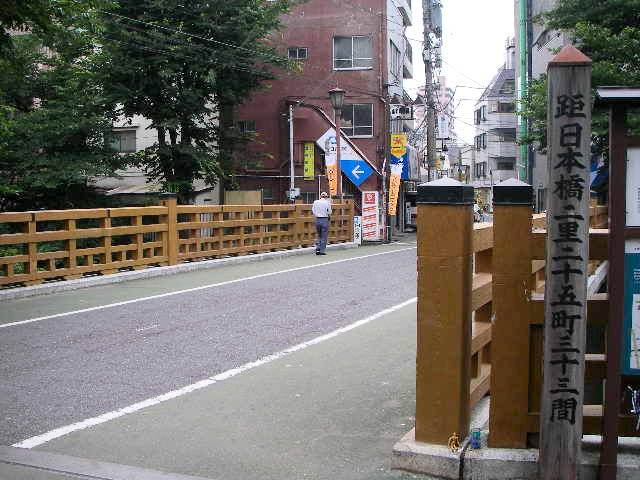
石神井川に架かる「板橋」

板橋（いたばし）は、東京都板橋区本町にある東京都板橋区仲宿へ架かる橋。

同区名の由来とされている。

## 概要
現存する橋は、旧中山道と石神井川とが交差する地点に架かっている。なお、近接する国道17号（中山道）に架かる橋は新板橋という。現在の板橋区板橋とは地理的に直接の関係はない。
中山道（鎌倉街道）は、元々現在よりも上板橋寄りの地域を通っていたため、板橋もそちらにかかっていたが、江戸時代以降は下板橋を通るようになったため、こちらに移ってきたとする説がある
橋付近は流路に沿って桜並木が整備されている。

## 隣接する橋梁
石神井川
（上流）- 新板橋 - 板橋 - 番場橋 -（下流）